# Abdruschin
Abdruschin (Abd-ru-shin ou Abdrushin) é o pseudônimo pelo qual Oskar Ernst Bernhardt é mais conhecido. É o autor da Obra Im Lichte der Wahrheit - Gralsbotschaft (Na Luz da Verdade - Mensagem do Graal).

## Biografia
Nasceu em 1875 em Bischofswerda, de família luterana.
Completou sua educação com o curso de comerciante. A princípio, por possuir firma própria e depois ser sócio em outra no ramo de importação e exportação, viajou pelo oriente e ocidente.
A partir de 1907/08 dedicou-se somente a escrita. Escreveu e publicou os relatórios de viagem, novelas, romances e peças de teatro.
Depois de permanecer em Nova York (1912/13) partiu em viagem de estudo à Inglaterra, Londres, onde já com 40 anos, foi feito prisioneiro entre 1915 e 1919 em um campo de concentração britânico depois do começo da Primeira Guerra Mundial.
Posto em liberdade no ano de 1919, inicialmente foi para Dresden e depois para a Baviera. A partir de 1923 começou a redigir documentos e publicá-los sob o nome de Abdruschin. Destes documentos resultou a Obra “Mensagem do Graal”. Nos anos vinte, Abdruschin proferiu estas dissertações em forma de palestras públicas.
Em 1928 estabeleceu-se na montanha de Vomperberg, Tirol austríaco, onde terminou sua obra. Quando os adeptos começaram a chegar pretendendo adquirir conhecimentos mais profundos sobre o seu livro da Mensagem do Graal, nasceu uma colônia, chamada de Colônia do Graal. Ele próprio foi feito prisioneiro por ser o autor e os seus bens foram expropriados. Depois de seis meses de exílio em Innsbruck, foi expulso da Áustria ocupada. Encontrou acolhimento em Kipsdorf, Erzgebirge.
Em 1931: Abdrushin reúne suas dissertações individuais na forma de livro e publica a primeira edição de sua Mensagem do Graal: “Na Luz da Verdade”. Ela compõe-se de 91 dissertações, tendo os Dez Mandamentos e a dissertação “A vida” como apêndice.

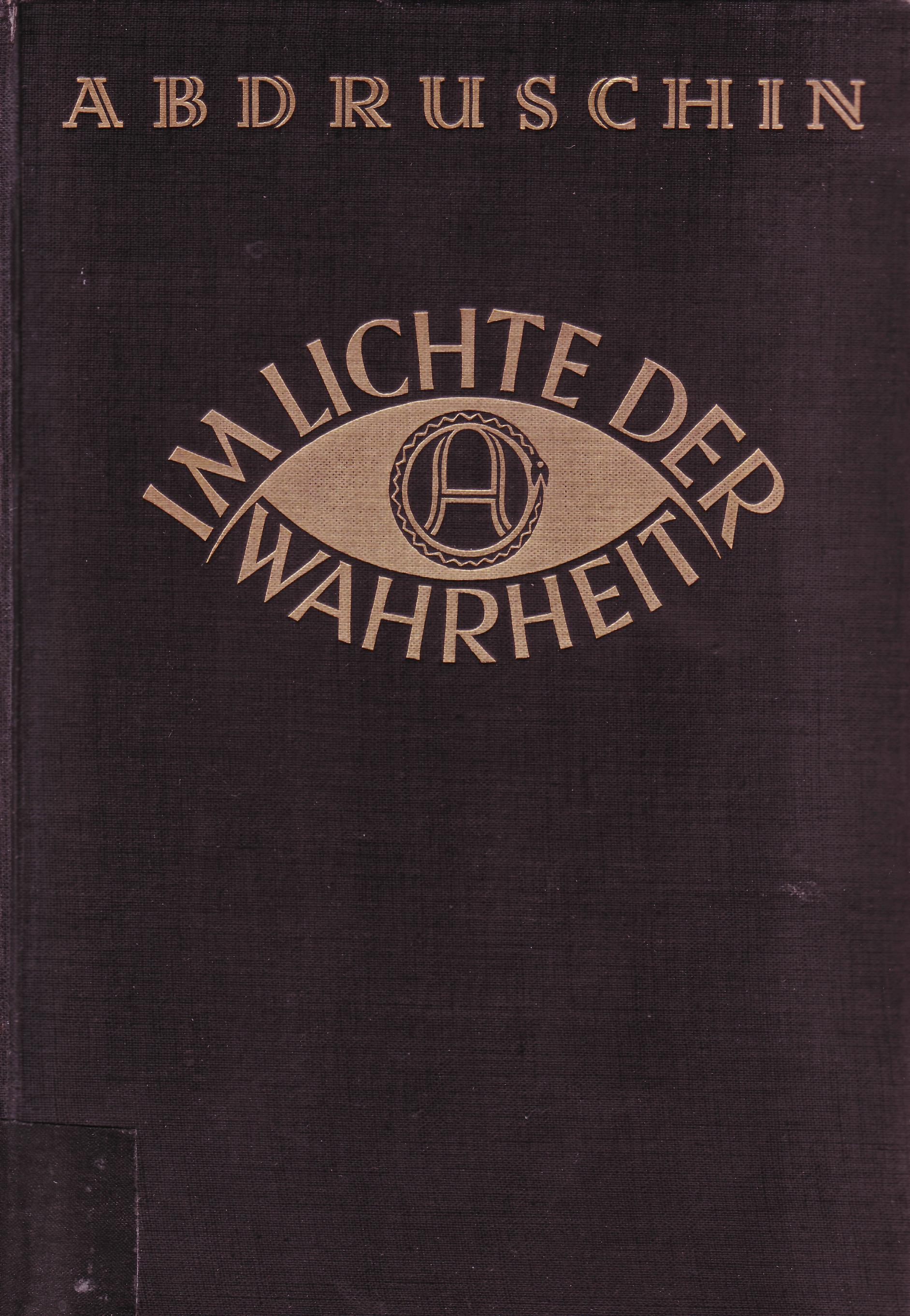
Gralsbotschaft 1931
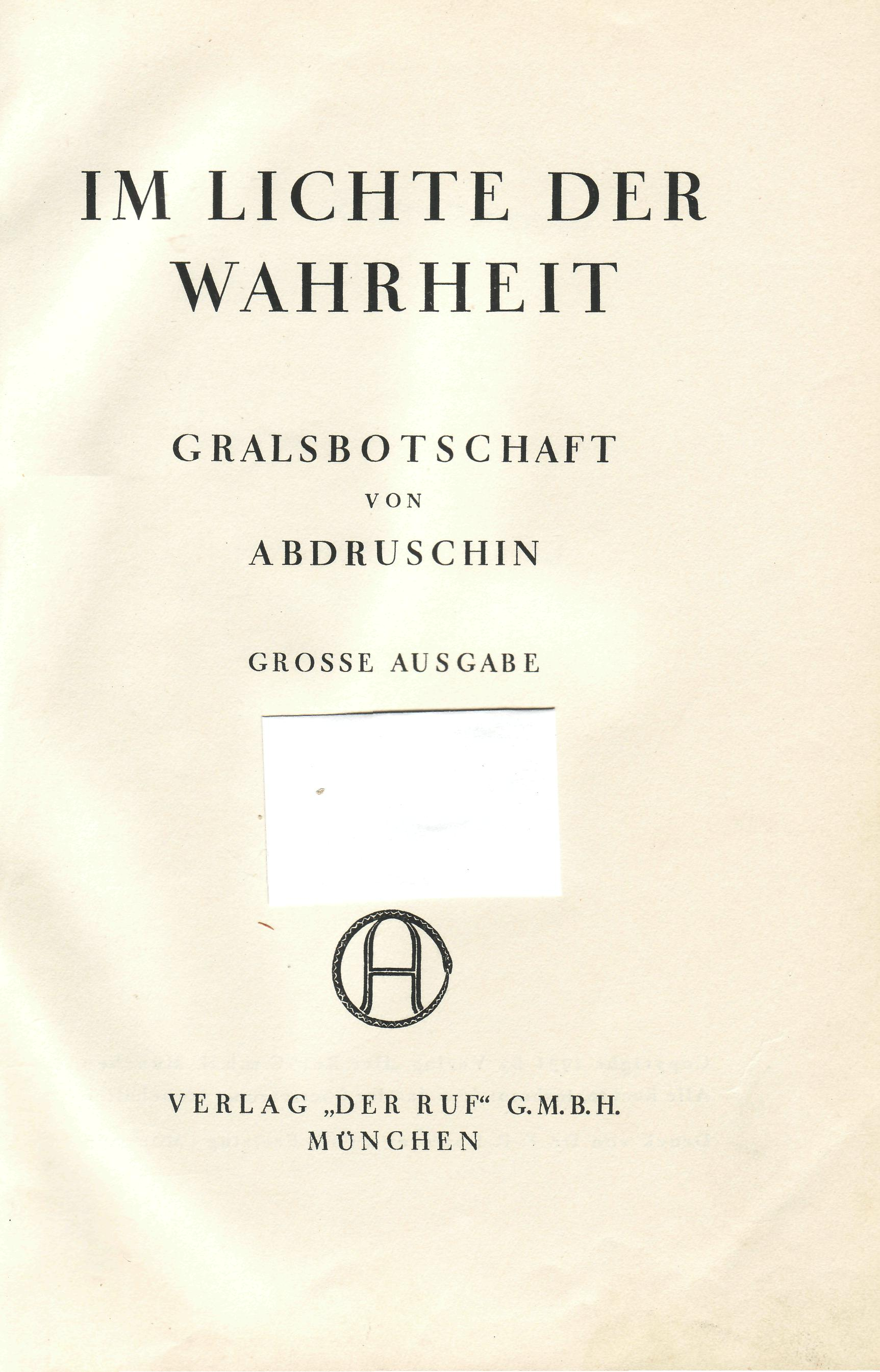
Gralsbotschaft 1931
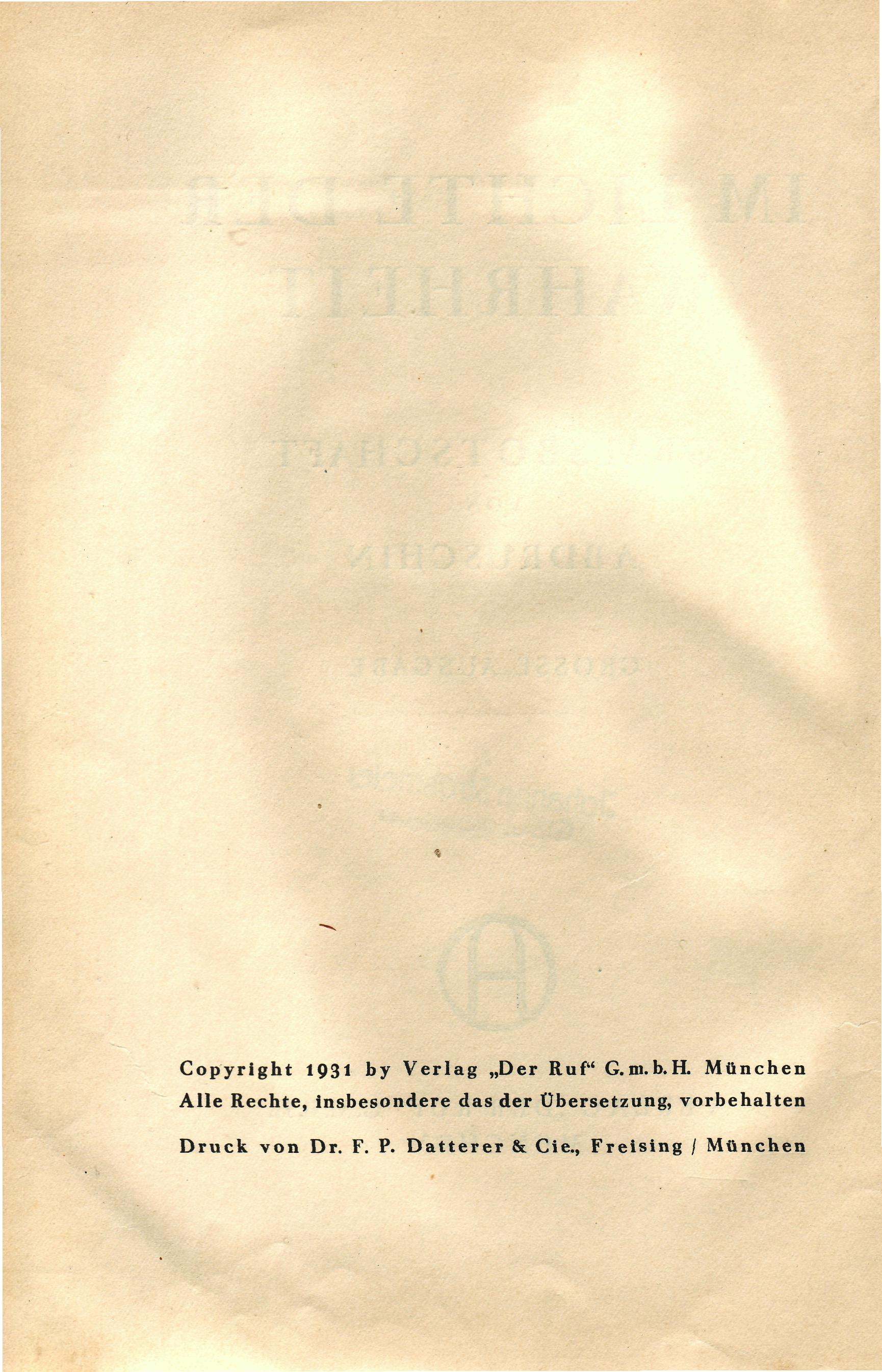
Gralsbotschaft 1931

1932/1933: surgiram a tradução inglesa, francesa e tcheca da Mensagem do Graal.
Em 1934: Abdrushin publica “Nachklänge zur Gralsbotschaft 1” (Ressonâncias da Mensagem do Graal 1). Um aprofundamento nos ensinamentos do Graal, para aqueles que já haviam assimilado sua Mensagem do Graal.
Em 1934: Surge a tradução portuguesa da Mensagem do Graal.
11/03/1936: Aprisionamento de Abdrushin por causa de um suposto crime de divisas. (contrabando de dinheiro).
12/08/1937: A Editora “Der Ruf” de Abdrushin em Munique é proibida pela Gestapo e os livros e revistas foram confiscados para  “proteção do povo e do Estado”.
12/03/1938 - 05:00 h: Tropas alemãs cruzam a fronteira da Áustria: Inclusão da Áustria ao reino alemão.
12/03/1938 - 12:00 h: Ainda no mesmo dia Abdrushin  é preso pela Gestapo e levado para prisão de Innsbruck. A Colônia do Graal foi colocada imediatamente sob a administração dos nazistas. Aos poucos foram chegando mais pessoas pertencentes à Gestapo e formando na Montanha uma espécie de escola militar nazista (09.06.1938).
A prisão durou por volta de quatro meses, contudo foi muito desgastante e humilhante para Abdrushin, pois, além da prisão, havia os incessantes interrogatórios que visavam descobrir algo e prejudicá-lo mais ainda. Isso, porém, não foi possível, pois não havia nada de errado em sua conduta.
Início de julho de 1938: O Sr. Hellmuth Müller - Schlauroth se empenha pela libertação de Abdrushin e no início de agosto consegue, finalmente, dando a si próprio como garantia, a soltura dele. Abdrushin tem de ficar sob a supervisão da Gestapo e pode escolher ficar em Igls (vilarejo perto de Innsbruck) ou na residência do Sr. Hellmuth Müller em Schlauroth. Abdrushin decide espontaneamente por Schlauroth. Dessa forma ele foi poupado pelo Sr. Müller de ser assassinado em um campo de concentração.
19/07/1938: A Colônia do Graal cessa oficialmente de existir.
19/09/1938: de manhã: Nesta sexta-feira Abdrushin é libertado da prisão de Innsbruck.
19/9/1938: 8h: Abdrushin chega à estação de trem de Görlitz.  De lá foi de carro para Schlauroth até a propriedade do Sr. Hellmuth Müller.
Começo de 1939:  Abdrushin e sua família resolvem se mudar para Kipsdorf.
27 de março de 1939: Abdrushin se muda com sua família para o Schweizerhof em Kipsdorf.
1940: Publicação da Mensagem em tcheco de acordo com a original de 1931.
11/08/1940: Última viagem de Abdrushin para Bischofswerda em companhia do casal Wagner.
Novembro de 1941: Abdrushin encontra-se bem debilitado corporeamente. Ocorre uma breve permanência no hospital de Dresden para exames. Os médicos não conseguem diagnosticar nenhuma doença física. Os médicos cedem ao desejo de Abdrushin e o liberam para retornar a Kipsdorf.
06/12/1941: Neste sábado Abdrushin parte, por volta da 16h15, para o outro mundo.

## O Messias
Ele afirmava ser o Messias ou o Filho do Homem. Ele mesmo admitiu que foi descrito nos principais jornais como o Messias de Tirol e o Profeta de Vomperberg.
Certas vertentes do Movimento do Graal também consideram a esposa de Abdruschin, Maria, e sua filha divinas.

## Obras
Revistas
- Gralsblätter (Folhetos do Graal), Série I (Cadernos 1 a 7), Bad Heilbrunn, Verlag der Gralsblätter, 1923 - 1926.
- Gralsblätter (Folhetos do Graal), Série II (Cadernos 1 a 5), Tutzing, Verlag der Gralsblätter, 1926 - 1927.
- Gralsblätter (Folhetos do Graal), Série II (Cadernos 6 e 7), München, Verlag der Ruf G.m.b.H, 1930
- Der Ruf (O Chamado), Cadernos número 1 a 12, Tutzing, Verlag der Gralsblätter, 1927 - 1928.
- Der Ruf (O Chamado), Caderno número 13, München, Verlag der Ruf G.m.b.H, 1929.
- Die Stimme (A Voz), 12 números, Verlag Arthur Giese, Zürich, 1937.

Livros originais publicados no idioma alemão:
- 1926 - Nova Mensagem do Graal, Na Luz da Verdade - Edição Violeta (Com 43 dissertações)
- 1927 - Refletes tu nisso? - Livreto com trechos selecionados das dissertações de Abdrushin publicadas até o momento nos Folhetos do Graal
- 1929 - Os Dez Mandamentos e O Pai Nosso. Interpretados por Abdruschin aos seres humanos.
- 1931 - Na Luz da Verdade, Mensagem do Graal - Grande Edição (Com 91 dissertações + Apêndice contendo "Os Dez Mandamentos" e a dissertação "A vida")
- 1934 - Ressonâncias da Mensagem do Graal I. (Com 61 dissertações)

Livros originais publicados no idioma português:
- 1934 - 1ª Edição da obra Na Luz da Verdade, Mensagem do Graal, Grande Edição, com 91 dissertações + Apêndice contendo "Os Dez Mandamentos" e a dissertação "A vida".
- 2011 - 2ª Edição da obra Na Luz da Verdade, Mensagem do Graal, Grande Edição, com 91 dissertações + Apêndice contendo "Os Dez Mandamentos" e a dissertação "A vida".
- 2011 - 1ª Edição do livro "Os Dez Mandamentos e O Pai Nosso". Interpretados por Abdrushin aos seres humanos.

Livros publicados no idioma alemão pelo Movimento Internacional do Graal, após o falecimento de Abdruschin:
- 1949 - Exortações
- 1949 - Na Luz da Verdade, Mensagem do Graal - Volume 1
- 1950 - Na Luz da Verdade, Mensagem do Graal - Volume 2
- 1950 - Na Luz da Verdade, Mensagem do Graal - Volume 3
- 1953 - Respostas a perguntas
- 1955 - Os Dez Mandamentos e O Pai Nosso